# Fotodynamická terapie

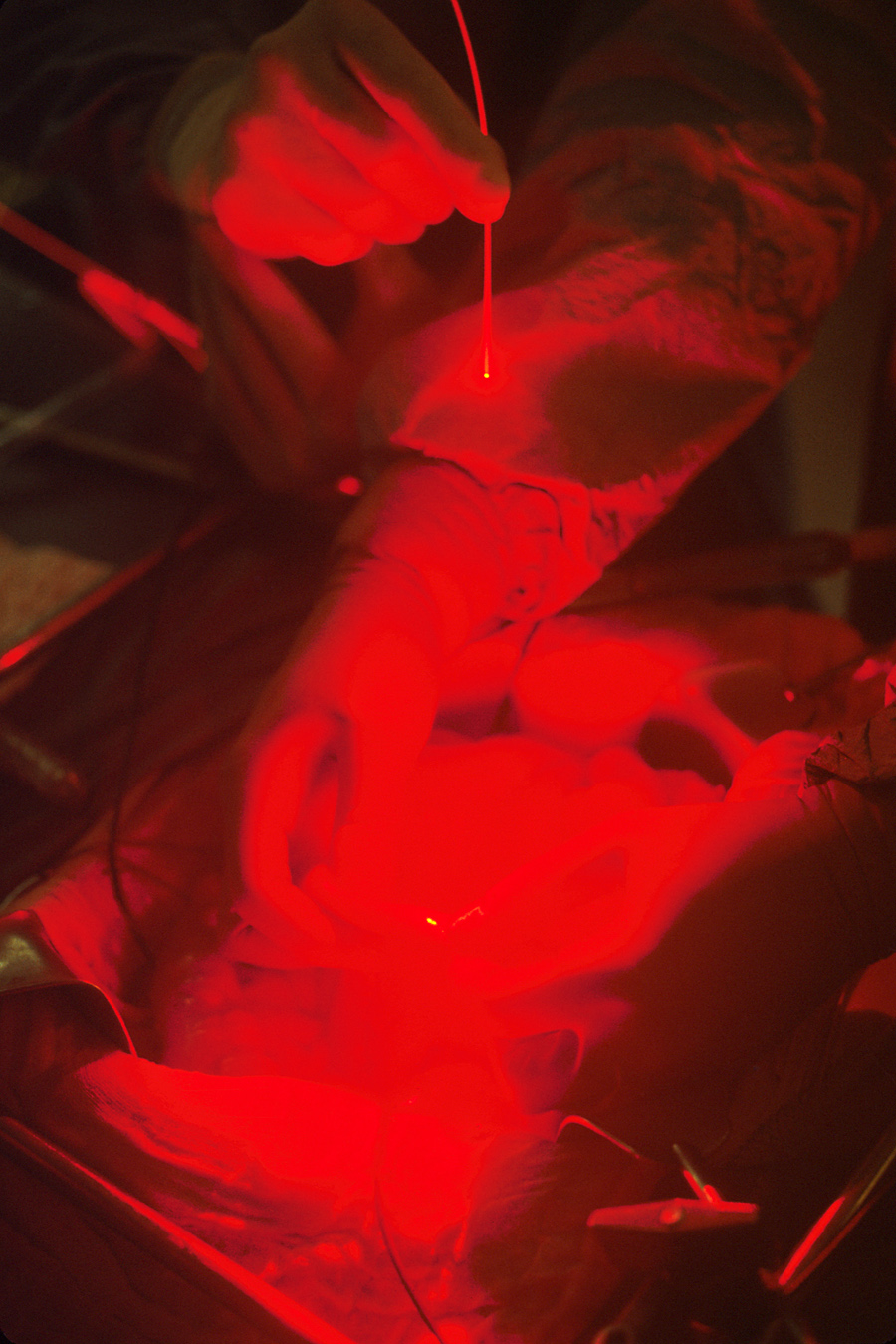
Aplikace fotodynamické terapie

Fotodynamická terapie je diagnostická a léčebná metoda využívaná zejména při léčbě tumorů. Je založená na aplikaci fotosenzitivní látky, jež se po aplikaci hromadí přednostně v nejrychleji proliferujících (tedy nádorových) buňkách a po ozáření světlem určitého spektra způsobí smrt odpovídajících buněk. Díky svému stimulačnímu efektu se metoda používá také v kosmetice.

## Postup a princip metody
Světlocitlivá látka tzv. fotosenzibilizátor se aplikuje v zásadě trojím způsobem. Buďto je aplikována mastí obsahující příslušnou látku nebo je zavedena injekčně a to buď intravenózně (nitrožilně) či intralezionálně (přímo do místa novotvaru). Koncentrace fotosenzibilizátoru v postižených buňkách dosahuje optimální hodnoty v různých časech od 5 minut až po 72 hodin v závislosti na způsobu aplikace a druhu použité látky.
Pro diagnostiku se následně používá Woodova lampa (UV lampa), jež způsobuje fluorescenci fotosenzibilizátoru zpravidla v červené či růžové barvě; diagnostikovi je tak odhalena velikost,tvar a poloha nádoru.
Při léčbě se v závislosti na použité látce používá červené či blízké infračervené záření. Nejčastěji se pro generaci žádaného světla používá laserových diod, které mají vynikající světelný výkon a úzké spektrum světla bez nutnosti použití barevných filtrů. Navíc je lze napojit na optická vlákna, která se pak dají použít ke katetrizaci nebo vpichu do postižené tkáně pro kvalitnější osvícení nádoru. K osvícení se obvykle používá výkonů okolo 100mW/cm2 (u některých aplikací však i 600 mW/cm2) a doba osvitu se pohybuje od jedné minuty po několik desítek minut.
Po osvitu tumoru absorbují molekuly fotosenzibilizátoru fotony světla a přechází do singletového excitovaného stavu s dobou života řádově 10−9s. Z tohoto stavu pak přechází vnitřním přechodem do tripletního excitovaného stavu s podstatně delší dobou života (~ 10−6s). Takto dlouhá doba života umožňuje excitované formě fotosenzibilizátoru reagovat s molekulami v jejím okolí. Při kontaktu s molekulou, jež je v základním stavu tripletem může dojít k přenosu energie na tuto molekulu za současného přechodu obou molekul do singletního stavu. Jednou z mála tripletních molekul v základním stavu je molekula kyslíku, který je hojně přítomen v každé buňce. Dochází tedy k přenosu energie z molekuly fotosenzibilizátoru na molekulu kyslíku, jehož výsledkem je singletní molekula fotosenzibilizátoru v základním stavu a singletní molekula kyslíku v excitovaném stavu. Takováto molekula kyslíku je asi 1000 krát reaktivnější než základní molekulární stav kyslíku. Singletový kyslík (a ostatní formy aktivního kyslíku např. superoxidový radikál, hydroperoxidový a hydroxylový radikál vzniklé procesem podobným popsanému procesu) pak reaguje s buněčnými membránami za vzniku lipidperoxidového radikálu a následné nekrózy či apoptózy buněk. Poměr apoptotické a nekrotické smrti buněk závisí na typu nádoru, ale především na koncentraci fotosensibilizátoru a dávce ozáření. Nižší dávky fotosenzibilizátoru a záření způsobují apoptózu, vyšší nekrózu, ovšem při každé aplikaci dochází k oběma typům smrti buněk. Kromě poškození buněk samotného nádoru, způsobuje fotodynamická terapie také zničení cévního systému nádoru, což vede k jeho ischemické nekróze.

## Výhody a nevýhody metody
Výhodou fotodynamické terapie je téměř nulová toxicita použité látky, takže je možno ji (na rozdíl například od chemo- či radioterapie) v krátkém čase mnohokrát opakovat. Další výhodou je poměrně přesná selekce nádorových buněk. Metoda tedy zničí pouze nádorové buňky a okolní zdravé zůstanou neporušeny. Za zmínku také stojí asi nejzřejmější výhoda, a totiž že se řadí mezi neinvazivní metody. Mezi nevýhody patří omezená možnost použití, neboť světlo používané k aktivaci fotosenzibilizátoru proniká nejvýše 1cm do tkáně a lze tedy použít pouze na povrchu těla případně na části orgánů dostupné pomocí endoskopů a katetrů. Metoda vpichu optického vlákna s aktivizujícím světlem přímo do tkáně se zatím příliš nepoužívá. Nevýhodou při nitrožilní aplikaci fotosenzibilizátoru je několikahodinová (až 48h) fotosenzitivita kůže po léčbě; pacient se tedy musí vyvarovat pobytu na slunci a vystavení silného světelného záření.

## Fotosenzibilizátory
Vhodná látka by měla být netoxická, stabilní a se známou chemickou strukturou. Měla by se hromadit v buňkách tumoru a ze zdravých buněk se rychle vyplavit. A také by měla mít absorpční maximum pro světlo, jehož energie je dostatečně velká (vlnová délka dostatečně krátká) pro produkci singletového kyslíku, ale zároveň je jeho vlnová délka co největší (proniká hlouběji než světlo s kratší vlnovou délkou). Světlo splňující předešlé požadavky je na rozhraní infračerveného a viditelného červeného světla. Zároveň by ovšem fotosenzibilizátor neměl absorbovat na ostatních vlnových délkách (zejména pro viditelné světlo), aby se do co největší míry omezila fotosenzitivita a možné poškození zdravé tkáně při nitrožilní aplikaci látky.
Fotosenzibilizátory první generace jsou deriváty hematoporfyrinu, jejichž nevýhodou je to, že nejsou přesně chemicky definovány a při nitrožilní aplikaci dochází k fotosenzitivitě kůže. V současné době se používají pod různými firemními názvy jako Photofrin (USA), Photocarcinorin (Čína), Photosan (Německo), Photogem (Rusko) nebo Haematodrex (Bulharsko). Jedním z derivátů hematoporfyrinu, jehož chemická struktura je známá, je TPPS4, jehož původní varianta byla ve velkých množstvích neurotoxická. V České republice byla vyvinuta jeho speciálně purifikovaná obměna nevykazující toxické účinky, jež je u nás schválena pro lokální použití.
Do druhé generace fotosenzibilizátorů patří chloriny (degradační produkty chlorofylu), delta-aminolevulová kyselina (ALA), ftalocyaniny, bakteriochloriny, benzochloriny, purpuriny, naftalocyaniny, pheoforbidy, pyropheoforbidy a další. Většinou se jedná o látky izolované z chlorofylu a látky patřící do skupiny porfyrinů. Kupříkladu ftalocyaniny jsou syntetické látky obsahující porfyrinový kruh, k němuž je kovalentní vazbou připoután kov, jenž zvyšuje fototoxicitu látky a tím i účinnost fotodynamické terapie. Fotosezibilizátory druhé generace se vyznačují především podstatně nižší kožní fotosenzitivitou po léčbě.

## Využití
Nejvýznamnější uplatnění nalézá fotodynamická terapie při léčbě různých druhů tumorů, a to jak maligních (zhoubných) tak benigních (nezhoubných). Nejčastěji se zatím jedná o léčbu paliativní nebo doplňkovou léčbu léčby jiného druhu (většinou chirurgického zásahu). Jak již bylo zmíněno výše, největším omezením fotodynamické terapie je průchod aktivizujícího světla nejvýše 1cm do hloubky tkáně. Přesto byla s úspěchem použita pro léčbu nádorů žaludku, tlustého střeva, hlavy a krku, ústní a nosních dutin, hrtanu, hltanu, jícnu, plic, močového měchýře, jater, prsu, genitálií i mozku. Nejčastěji se ovšem používá pro léčbu nejrůznějších kožních tumorů a lézí; za všechny zmiňme např. aktinickou keratózu, basaliom či T-lymfom. V kožním lékařství se používá také léčbě lupénky, bradavic, nebo v estetické medicíně k vyhlazení jizev po akné či vrásek, kdy aktivuje fibroblasty k novotvorbě kolagenu. Využití nachází metoda také při léčbě senilní degenerace makuly (AMD). Velmi nadějnou aplikací je čištění kostní dřeně od leukemických buněk, kdy se pacientovi odebere kostní dřeň, vyčistí se metodou fotodynamické terapie a coby autologní štěp vrátí zpět pacientovi.